# Madonna col Bambino leggente tra i santi Domenico e Marta di Betania
La Madonna con il Bambino leggente tra san Domenico e santa Marta di Betania  è un dipinto olio su tela di Andrea Previtali realizzato per il convento di santa Marta tra il 1517 e il 1520 e conservato nella collezione della UBI Banca di Bergamo dal 2010.

## Storia
Andrea Previtali era nato a Brembate di Sopra figlio di Martino commerciante di aghi e corde trasferitosi alla fine del XV secolo a Venezia con la famiglia. I suoi primi anni di studio artistico li compì nella bottega di Giovanni Bellini, dove ebbe la possibilità di avvicinare le opere dei più importanti artisti del tempo.
Non vi è documentazione sulla committenza del dipinto Madonna con Bambino leggente e santi, ma alcune informazioni rilevabili dall'opera porterebbero a considerare che il lavoro fosse stato commissionato da una monaca del convento di Santa Marta di Bergamo nella vicinia di San Leonardo. La santa a destra della tela sicuramente rappresenta santa Marta di Betania. È raffigurata con gli attributi che la identificano, ma con gli abiti domenicani, contrariamente ad altre raffigurazioni dove viene presentata con gli abiti secolari. Anche le misure del dipinto non sono certamente da pala d'altare, ma piuttosto per una devozione privata,  questo porta a considerare che l'opera sia stata commissionata da una facoltosa monaca del monastero di Santa Marta per adornare la propria cella, non vi sono fonti che possano indicare che sia il ritratto della monaca committente. L'artista aveva sicuramente importanti contatti con i domenicani bergamaschi, risulta gli fosse commissionato un affresco raffigurante l'Annunciazione di Maria per la chiesa di Santo Stefano di cui si sono perse le tracce dopo la distruzione dell'edificio per l'edificazione delle mura veneziane nel 1561.

Un'ulteriore informazione viene da una postilla posta nel 1827 dallo storico d'arte Carlo Marenzi sul testo del Tassi che indicherebbe il dipinto presente nella casa di Andrea Pasta storico attivo a Bergamo durante la soppressione del monastero del 21 giugno 1798, durante l'occupazione francese e quindi nella possibilità di salvare il dipinto e pure le figlie:
(Vite de' pittori, scultori e architetti bergamaschi Francesco Tassi)

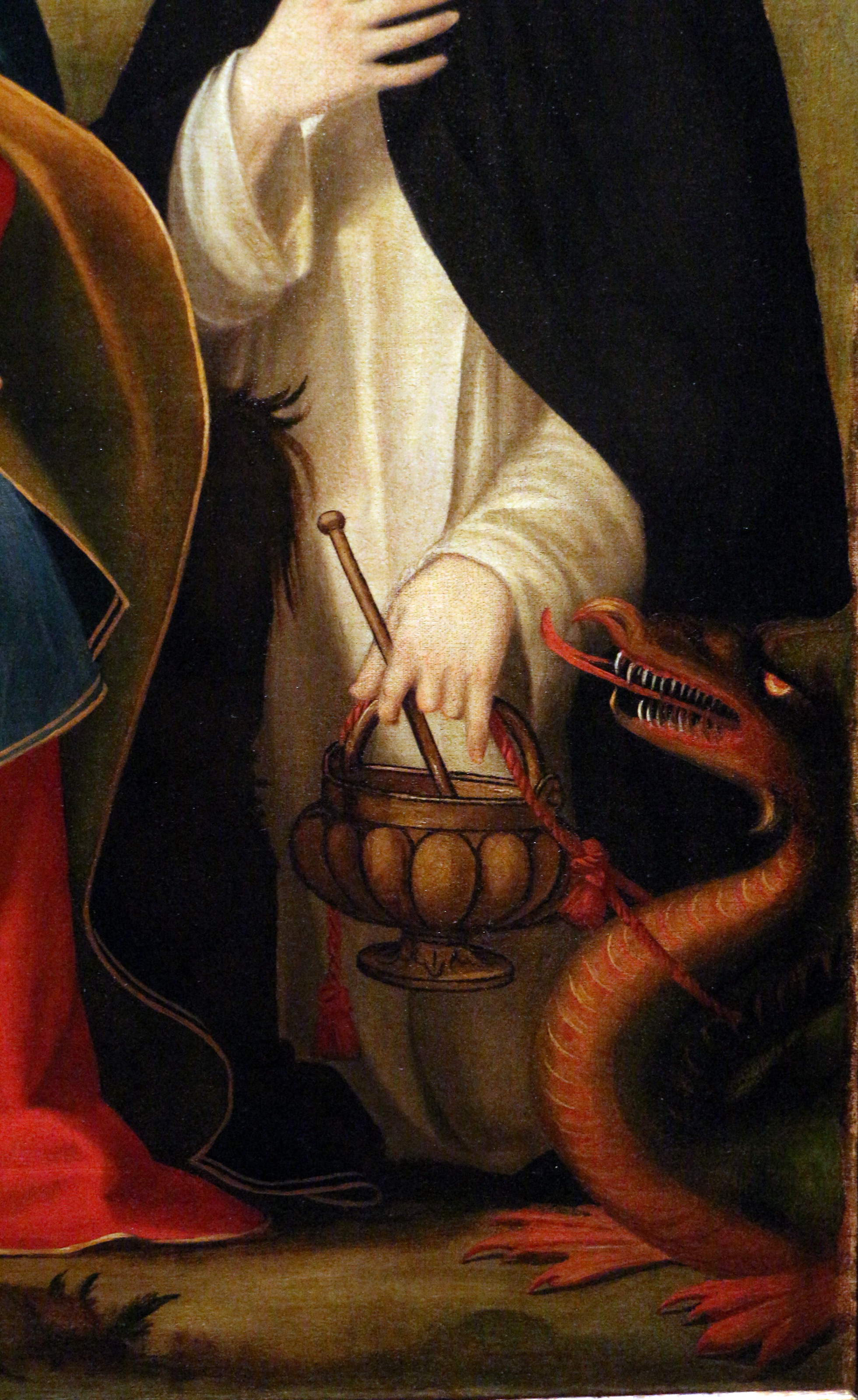
Particolare del drago attributo di santa Marta

Il dipinto passerà poi alla collezione di Vincenzo Polli fino al 1960 quando divenne parte della collezione privata, e successivamente della UBI Banca nella sede di Bergamo.

## Descrizione
Il dipinto è tra i pochi eseguiti su tela dall'artista. I primi anni del ''500 furono quelli in cui gli artisti abbandonarono le pitture murali o su tavola per usare le tele, e iniziarono anche ad adoperare pitture ad olio e non a tempera. Per il dipinto l'artista usò uno strato di pittura a tempera per poi proseguire con la pittura ad olio.
Il dipinto, ha la classica tipologia delle sacre conversazioni del Bellini; è di piccole misure, adatto ad una devozione privata. Centrale l'immagine della Vergine seduta su una pietra dalla forma cubica ricoperta di erba e terra. Indossa un ricco abito rosso sgargiante che la copre fino ai piedi, trattenuto in vita da un nastro bianco. La veste è coperta da un manto azzurro che lascia vedere la fodera giallo dorato dei lembi, che sono legati da una spilla ornata da una pietra rettangolare. Un velo bianco leggerissimo le copre le spalle e il capo. Il Bambino siede su di un cuscino damascato, il medesimo raffigurato nella Madonna Baglioni ed è posto sulle gambe della Madre; tiene con entrambe le mani un piccolo libretto che lo assorbe nella lettura. Accanto a loro due santi inginocchiati in adorazione.
A sinistra la raffigurazione di san Domenico di Guzmán che indossa gli abiti dell'ordine dei frati predicatori che aveva fondato nel 1206: mantello nero su veste bianca. La stella impressa sulla fronte simbolo di sapienza e il ramo di gigli simbolo di castità, sono gli attributi che lo identificano. Regge il modellino di una chiesa quattrocentesca. A destra la raffigurazione di santa Marta di Betania, con l'originalità dell'abito domenicano, anziché la classica veste secolare. Nella sinistra tiene un secchiello e il guinzaglio rosso a cui è legato un drago con gli occhi infuocati che lei tiene a bada. La santa divenne infatti famosa per aver addomesticato con l'acqua benedetta un terribile animale. Questa parte non pone dubbi sulla sua identificazione, mentre l'abito domenicano aveva creato non poche discordanti attribuzioni. Serve considerare che il culto alla santa fu introdotto nella città orobica dal beato Venturino Cerasoli nel XIV secolo, che entrò a far parte dei frati domenicani nell'ex convento di Santo Stefano, e che fu accompagnato da Catalina sua sorella che divenne monaca del convento di Santa Marta consacrato il 19 ottobre 1357.
I personaggi sono inseriti in un paesaggio verdeggiante che lentamente si innalza e raggiunge le rive di un fiume che sfocia in un limpido lago. Più in alto è raffigurata una città turrita. La composizione del quadro è frutto di uno studio accurato che crea un'armoniosa rappresentazione con l'immagine della Vergine che è al culmine di una scena che riesce però a declinare dolcemente. San Domenico tiene il modellino di una grande chiesa che copre la sua parte destra. 
Il dipinto, pur avvicinandosi allo stile belliniano, presenta un Previtali maturo, che ha vissuto a Bergamo anni intensi di lavoro studiano il Lotto e la sua Pala Martinengo.

### Il modellino della chiesa

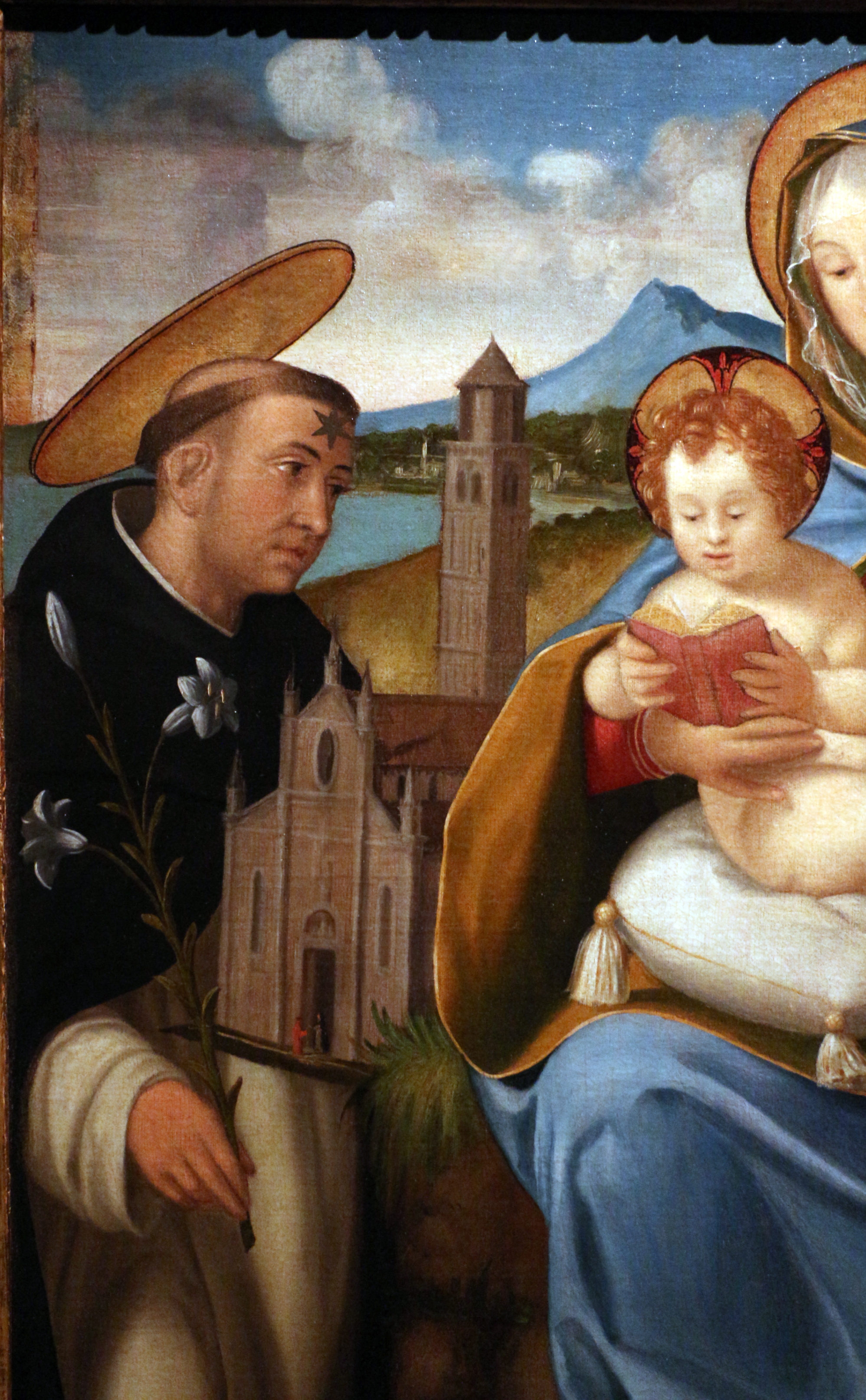
San Domenico con il modellino della chiesa di Santo Stefano

Importantissimo è il modellino di una chiesa architettonicamente Quattrocentesca che san Domenico tiene nella mano destra. Vi è la raffigurazione di una grande chiesa, a tre navate con una facciata divisa da lesene che culminano in pinnacoli, due aperture cestinate e un rosone. Sulla porta della chiesa sono abbozzati due personaggi, uno che indossa l'abito nero su veste bianca dei domenicani e uno con un abito rosso sgargiante. Si considera possano essere san Domenico e santo Stefano dipinto con la dalmatica rossa di diacono e di martire. Questo porterebbe a considerare che il dipinto sia una riproduzione di come si presentava nei primi anni dal XVI secolo la chiesa di Santo Stefano che fu distrutta per la costruzione di porta San Giacomo e delle mura veneziane nel 1561. L'artista conosceva bene la chiesa, vi aveva infatti eseguito l'affresco perso dell'Annunciazione.
Molto simile è la raffigurazione di un anonimo per il Monastero Matris Domini che presenta san Domenico con i santi Agata e Rocco tra due fedeli, a conferma dell'affinità che c'era nei primi anni del XVI secolo tra i tre monasteri: Matris Domini e di Santa Marta con santo Stefano.